# Sigrid Fick
Sigrid Fick, z domu Frenckell (ur. 28 marca 1887 w Helsinkach, zm. 4 czerwca 1979 w Sztokholmie) – szwedzka tenisistka, medalistka olimpijska.

## Kariera tenisowa
W latach 1913–1933 zdobyła 56 tytułów mistrzyni Szwecji na różnych nawierzchniach – 22 w grze pojedynczej, 16 w grze podwójnej, 18 w grze mieszanej. Na igrzyskach olimpijskich w Sztokholmie w 1912 zdobyła dwa medale, oba w grze mieszanej z Gunnarem Setterwallem. W turnieju rozgrywanym na wolnym powietrzu para szwedzka doszła do finału, przegrywając z Niemcami Dorą Köring i Heinrichem Schomburgkiem 4:6, 0:6. Po brąz Fick i Setterwall sięgnęli w turnieju halowym. Sigrid Fick startowała na tych igrzyskach także w grze pojedynczej, ale w turnieju na korcie otwartym odpadła już w I rundzie, a w turnieju w hali zajęła 4. miejsce.
Sigrid Fick startowała również na igrzyskach w Antwerpii w 1920 i w Paryżu w 1924, nie zdobywając już medali. Najbliżej sukcesu była w Antwerpii w singlu, ale przegrała mecz o brąz z Brytyjką Kathleen McKane; cztery lata później odpadła w 1/8 finału. W deblu dochodziła do ćwierćfinałów (1920, 1924), na tej samej rundzie zakończyła w 1924 start w mikście.
W 1933 zakończyła karierę amatorską i pracowała jako instruktorka tenisa.